# Astrotricha asperifolia
Astrotricha asperifolia är en araliaväxtart som beskrevs av F.Muell. och Friedrich Wilhelm Klatt. Astrotricha asperifolia ingår i släktet Astrotricha och familjen Araliaceae. Inga underarter finns listade.